# サザナミヤッコ
サザナミヤッコ（学名：Pomacanthus semicirculatus） は、キンチャクダイ科に分類される海水魚の一種。インド太平洋に分布する。

## 分類と名称
1831年、フランスの博物学者であるジョルジュ・キュヴィエによって Holacanthus semicirculatus として記載され、タイプ産地はインドネシアとパプアニューギニアであった。種小名は「半円の」という意味で、幼魚の体後半部にある半円形の模様に由来する。和名は体側の波紋のような模様に由来する。

## 分布
西はスーダンから南アフリカ共和国までの東アフリカ、紅海からインド洋を通り、東は太平洋のフィジー、トンガ、サモアまで、北は南日本、南はオーストラリアまで、インド太平洋に広く分布する。オーストラリアでは、西オーストラリア州からシドニーまで広く分布しており、幼魚はメリンブラでも観察されている。クリスマス島、ココス諸島、タスマン海のロード・ハウ島でも見られる。1999年以降、フロリダ州沖で散発的に観察されており、2005年以降、ハワイ諸島のオアフ島でも見られている。日本では伊豆諸島、小笠原諸島、屋久島、琉球列島で見られ、死滅回遊魚として、黒潮に乗った個体が本州沿岸でも散発的に観察される。

## 形態
体は側扁し、体高は高い。背鰭は13棘と20 - 23軟条から、臀鰭は3棘と18 - 22軟条から成る。全長は最大40 cm。成魚は全体に緑褐色で、体の中央部は淡い黄緑色。体には多数の斑点が散らばり、中央部では紺色で、後部では水色。胸鰭は黄色で、それ以外の鰭と鰓は青い蛍光色で縁取られる。目の周りにもアイシャドーのように青色の縁取りがある。口は小さく、吻は黄色。背鰭と臀鰭が後方に伸びる。

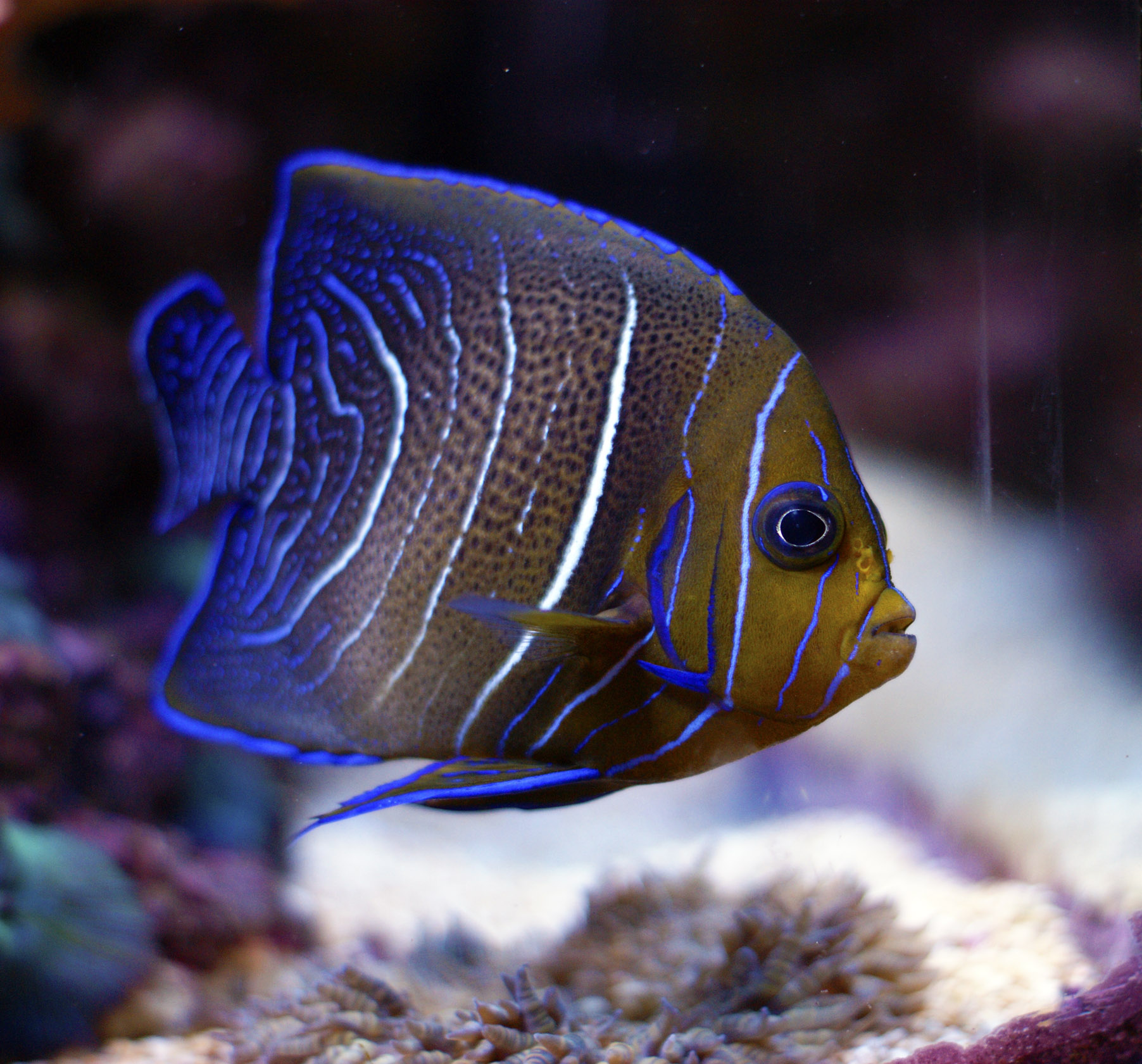
水槽内の幼魚

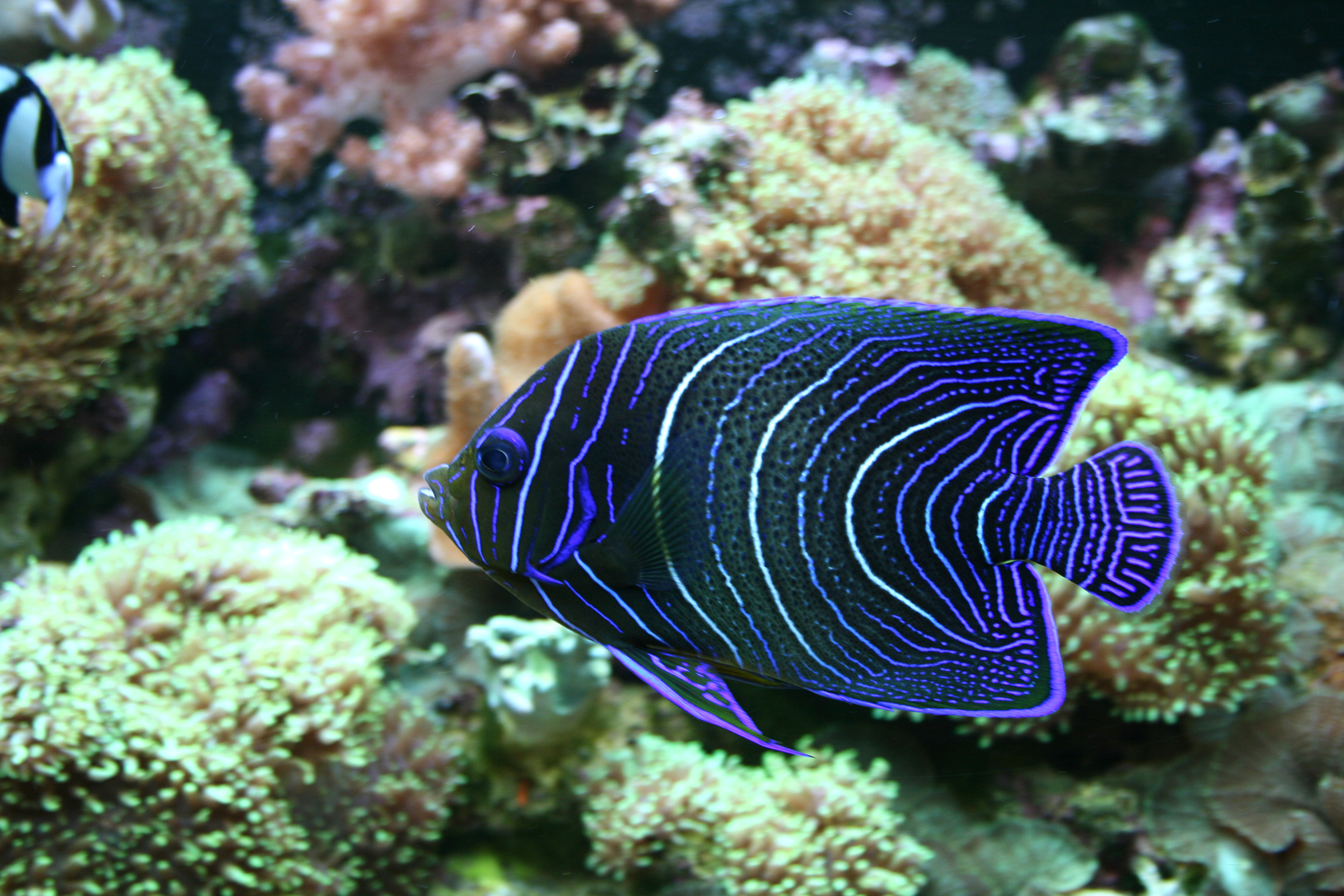
若魚

幼魚のときは体の模様が全く異なり、黒地に白色と青色の湾曲した細い横縞が多数入る。体長8 - 16 cmで徐々に体色が変化する。

### 良く似た種
ロクセンヤッコ、アデヤッコ、タテジマキンチャクダイ、本種の幼魚はそれぞれ似ている。タテジマキンチャクダイは体長2 cm以下の個体がよく似るが、サザナミヤッコの幼魚にある吻端から背中の白い線がない。ロクセンヤッコは模様の入り方が似ているが、サザナミヤッコでは白線が大きくカーブしているのに対し、直線的である。アデヤッコはロクセンヤッコの幼魚と似るが、成長に伴い目の周囲が次第にオレンジ色になる。

## 生態
水深1 - 40 mのサンゴ礁に生息する。雑食性で海藻、ホヤ、カイメンなどを食べる。幼魚は警戒心が高く、近づくのは難しい。幼魚は浅い場所に多く、成魚は隠れる場所の多いサンゴ礁を好む。また難破船でも見られる。通常単独またはペアで行動する。

## 人とのかかわり
観賞魚として流通している。丈夫で飼育しやすいが、気が強いので他の魚を追い回すことがあり、気の弱いニシキヤッコなどは同居させる際に注意が必要。沖縄県では食用に販売されることもある。